# Beigabe (Trichterbecherkultur)
Beigaben oder Grabbeigaben in den Anlagen der Trichterbecherkultur (TBK) setzen sich aus kultureigenen und solchen der nachbestattenden Kulturen Kugelamphoren-Kultur und Schnurkeramik zusammen. In den Anlagen Mecklenburg-Vorpommerns findet sich Folgendes:
| Fundgegenstand    | Untertypen                                                                                   | Bemerkung |
| ----------------- | -------------------------------------------------------------------------------------------- | --------- |
| Beil              | dicknackig flach                                                                             |           |
| Meißel            | hohl schmal                                                                                  |           |
| Felsbeil          |                                                                                              |           |
| Axt               | Nackenkamm geknickter Nacken                                                                 |           |
| Dolch             |                                                                                              |           |
| Schlagstein       |                                                                                              |           |
| Klingen           |                                                                                              |           |
| Kratzer           |                                                                                              |           |
| Schaber           |                                                                                              |           |
| Bohrer            |                                                                                              |           |
| Pfeilspitze       | herzförmig spitzl. mit Schaft breitl. mit Schaft Querschneider                               |           |
| Sandsteinscheiben |                                                                                              |           |
| Bernsteinperlen   | doppelaxtförmig doppelaxtförmig sonstige Formen                                              |           |
| Knochenwerkzeug   |                                                                                              |           |
| Gefäße            | Trichterbecher Trichterschalen Amphoren Schultergefäße tonnenförmig weitmündig doppelkonisch |           |
| Kugelamphoren     | weitmündige Töpfe hohe Töpfe kugelige Schalen Schüsseln Näpfe                                |           |
| Einzelgrabbecher  |                                                                                              |           |
| Scherben          |                                                                                              |           |